# Jan Rave

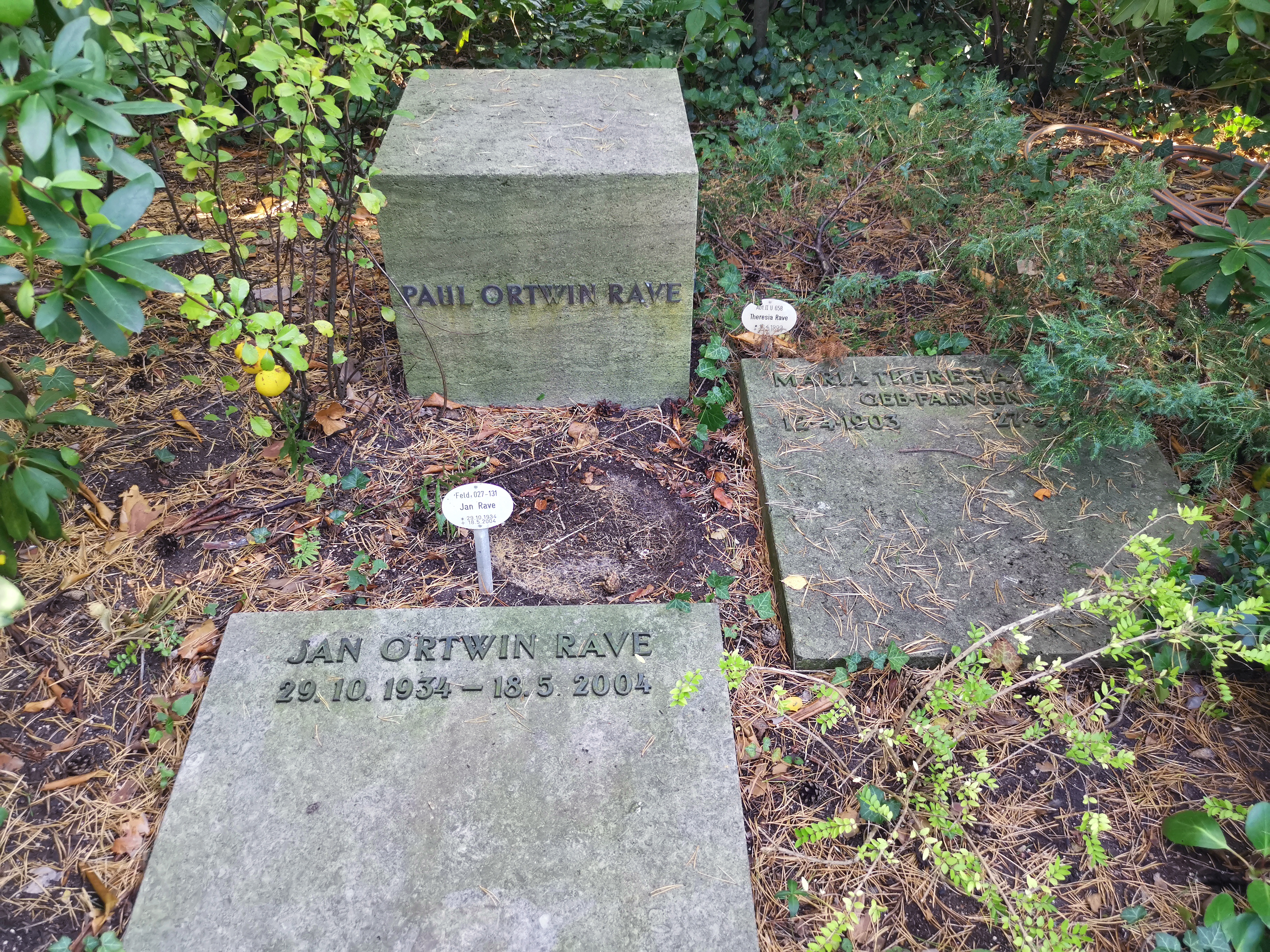
Grab auf dem Waldfriedhof Zehlendorf (Feld 027-131)

Jan Ortwin Rave (* 29. Oktober 1934 in Potsdam; † 18. Mai 2004 in Ancona, Italien) war ein deutscher Architekt, der in Berlin gelebt und gearbeitet hat.

## Leben
Von 1946 bis 1952 besuchte Jan Rave das Arndt-Gymnasium in Berlin-Dahlem. 1954–1961 Studium Architektur an der Technischen Universität Berlin, unter anderem bei Peter Poelzig und Hans Scharoun. Auslandsstudium an der École des Beaux-Arts in Paris 1957. 1958 Studentische Mitarbeit bei Werner Düttman, Berlin und bei Perikles Sakellarios in Athen. Gemeinsam mit seinem jüngeren Bruder Rolf Rave gründete er 1962 das Architekturbüro Rave Architekten. Jan und Rolf Rave realisierten in Berlin eine große Anzahl von Gebäuden für verschiedenste Bauaufgaben: Einzel- und Mehrfamilienhäuser, Büro- und Geschäftsbauten sowie Modernisierungen von bestehenden Gebäuden. Zum Werk der Brüder Rave gehören nicht nur architektonische Entwürfe, sondern auch eine Reihe von Architekturführern sowie ein Dokumentarfilm. Weil die Rave-Brüder für diesen Film das Konzept verfasst haben, wird Jan Rave stellenweise als Architekt und Drehbuchautor bezeichnet.
Von 1983 bis 1987 war Jan Rave als Berater des Berliner Bausenators tätig. Von 1987 bis 1993 war er Vorsitzender des BDA Berlin. 1992 war er Gründungsmitglied des Fördervereins ArchitekturPreis Berlin und ab 1994 Schriftführer im Verein der Freude der Nationalgalerie. Jan Rave war Sohn des Kunsthistorikers und Schinkelforschers Paul Ortwin Rave.

## Werk
Unabhängig von seinem Bruder veröffentlichte Jan Rave 2003 einen Bildband über das Werk seiner Mutter, die Malerin Maria Theresia Rave-Faensen (1903–1987).